# Średzińskie
Średzińskie [pronunciación en polaco: /ɕrɛˈd͡ʑiɲskʲɛ/] es un pueblo ubicado en el distrito administrativo de Gmina Suraż, dentro del Condado de Białystok, Voivodato de Podlaquia, en el norte de Polonia oriental. Se encuentra aproximadamente a 6 kilómetros al este de Suraż y a 21 kilómetros al suroeste de la capital regional Białystok.